# Grotea superba
Grotea superba là một loài tò vò trong họ Ichneumonidae.